# Et alii
Et alii, generalment abreujat com a et al., és una expressió llatina que, literalment, vol dir "i altres".
Generalment se'n fa ús als repertoris bibliogràfics, quan hi ha més autors dels esmentats a una referència, evitant així anomenar-los tots. És una expressió semblant a la d'etcètera, però fent referència a les persones. Tipogràficament s'escriu en cursiva (o subratllada als manuscrits), ja que correspon a paraules d'altres llengües. En termes legals, ve a dir que els qui signen no són els únics responsables del signat. La referència no es sol utilitzar a la bibliografia final, on sí que hi apareixen en detall les dades de les obres consultades. Com a exemple: es nomena la primera vegada: (Moore, Estrich, McGillis i Spelman, 1984, pàg. 33) i la segona: (Moore et al., 1984, pàg. 46)